# Jure Obšivač
Jure Obšivač (Metković, 28. svibnja 1990.) hrvatski središnji vezni nogometaš koji trenutačno igra za ONK Metković.
Nakon dječačkih godina u NK Neretvi u rodnom Metkoviću, 2005. otišao je u splitski HNK Hajduk gdje je nastupao u svim mlađim uzrastima, a nastupio je sedam puta i u 1. HNL. Kao igrač Hajduka u proveo je nekoliko sezona na posudbi u NK GOŠK Kaštel Gomilici i NK Dugopolju u Drugoj HNL. Nakon toga prešao je u NK Istra 1961, pa u RNK Split. 2017. godine igrao je za kazahstanski Atirau FK, te za rumunjski Sepsi Sfântu Gheorghe .
Statistika u Hajduku
| Natjecanje        | Nastupi | Zgoditci |
| ----------------- | ------- | -------- |
| Prvenstvo         | 7       | 0        |
| Kup               | 2       | 0        |
| Superkup          | 0       | 0        |
| Međunarodne       | 0       | 0        |
| Splitski podsavez | 0       | 0        |
| Ukupno            | 9       | 0        |
| Prijateljske      | 33      | 1        |
| Sveukupno         | 42      | 1        |

## Reprezentacija
Obšivač je nastupao za hrvatsku nogometnu reprezentaciju u uzrastima do 15, do 17 i do 19.

## Vanjske poveznice
- Profil na stranicama HNL statistika
- Profil na Transfermarktu (njem.)
- http://www.hrsport.net/nogomet/klubovi/istra1961/?igracID=9280&sID=24  Arhivirana inačica izvorne stranice od 7. prosinca 2014. (Wayback Machine)
- http://prva-hnl.hr/blog/2014/05/jure-obsivac-jedini-s-maksimalnom-minutazom/  Arhivirana inačica izvorne stranice od 20. svibnja 2014. (Wayback Machine)